# شهرستان هاید (کارولینای شمالی)
شهرستان هاید، کارولینای شمالی (به انگلیسی: Hyde County, North Carolina) یک سکونتگاه مسکونی در ایالات متحده آمریکا است که در کارولینای شمالی واقع شده‌است.

## خصوصیات
شهرستان هاید ۳٬۶۸۸٫۱۶ کیلومترمربع مساحت دارد.